# Нефі
Нефі (осман. مخلص maḫlaṣ; бл. 1572, Ерзурум — 1635, Стамбул) — турецький поет та сатирик кінця XVI — першої половини XVII століття. Справжнє ім'я — Омер.

## Життєпис
Народився близько 1572 року в Ерзурумі. Батьком Омера був Мехмед-бей, дідом — Мірза Алі Паша. Будучи вихідцем з багатої сім'ї, Омер здобув хорошу освіту, розмовляв арабською та фарсі.
Перші вірші Омер написав ще в дитинстві. Згодом за порадою поета Геліболу Алі взяв псевдонім Нефі.
У 1606 році прибув до Стамбула, де познайомився із султаном Ахмедом І. На жаль, він не оцінив поетичний талант Нефі. Так само не оцінив вірші Нефі і Осман II. Все ж таки, наступному султану Мураду IV сподобалися твори Нефі, він став прихильно ставитися до поета.
Нефі також був панегіриком і сатиристом. У своїх творах він часто робив сатиру на османських чиновників. У 1635 році об'єктом сатири став Байрам-паша. За його проханням султан Мурад IV наказав стратити Нефі. 27 січня 1635 року поета повісили, а тіло після страти скинули в море.